# Casa de Blois
A Casa de Blois é uma casa real derivada da nobreza franca, cujos principais membros eram muitas vezes chamados de Teobaldo (Thibaud, Thibault, Thibaut , em francês). Herdeiros dos viscondes de Blois, a Casa de Blois herdou os condados de  Blois, Chartres, Châteaudun, Troyes, Meaux - como sucessores de Herbertianos - etc., em seguida, o condado de Champagne, e, finalmente, o Reino de Navarra. A família foi fundada por Teobaldo o Velho no ano de 906.
Quando Luís VII da França foi muito ameaçado pelo vasta coleção de territórios na pessoa de Henrique II da Inglaterra, ele escolheu uma mulher da Casa de Champanhe (Adela de Champanhe) como um contrapeso para o poder Anjou.
A linha principal da Casa de Blois tornou-se extinta com a morte de Joana I de Navarra, esposa de Filipe IV de França, em 1305. A Casa de Champanhe e o Reino de Navarra passaram para a dinastia capetiana.
O rei Estevão I de Inglaterra, 1135-1154, era um membro da Casa de Blois e o último rei anglo-normando, sendo neto de Guilherme I de Inglaterra, através de sua filha, Adela.
Um ramo da família estabeleceu-se em Sancerre por Estevão I de Sancerre, um filho mais jovem de Teobaldo II, Conde de Champagne. Este ramo tornou-se extinto com a morte de Margaret de Sancerre em 1418 ou 1419.